# Bob Snijers
Bob Snijers (Mortsel, 21 mei 1950) is een Vlaams acteur.
Zijn bekendste rol is die van Stavros Dilliarkis in Lili en Marleen (1994-1999, 2003, 2006-2007, 2009-2010). Hij is een van de pioniers van de reeks.
Hij speelde gastrollen in 2 Straten verder (André), Flikken (Berten Goethals), De Wet volgens Milo (kaasboer), Witse (Anton Savereys), F.C. De Kampioenen (Georges), Mega Mindy (Vic De Vijs), Thuis (helderziende Karel), Witse (Asan Aran), Vermist III, Zone Stad (André Tersago) en Oud België (Herman). In 2018 speelde hij mee in de dramaserie  De Dag als Walter Blomme. In datzelfde jaar speelde hij een gastrol in Campus 12 als Oscar Levi.
Ook is hij een bekend theateracteur en mocht hij in verschillende producties samenwerken met grote namen als Magda Cnudde, Steven De Lelie en Anneleen Cooreman.